# Il’in Island
Il’in Island (russisch Остров Ильина Ostrow Ilina) ist eine Insel vor Kronprinz-Olav-Küste des ostantarktischen Enderbylands. Sie ist die größte der Shaw-Inseln in der Casey Bay.
Luftaufnahmen entstanden 1956 im Zuge der Australian National Antarctic Research Expeditions und 1957 bei einer sowjetischen Antarktisexpedition. Russische Wissenschaftler benannten die Insel nach Nikolai Ilin, Navigationsoffizier an Bord der Mirny bei der ersten russischen Antarktisexpedition (1819–1821) unter der Leitung von Fabian Gottlieb von Bellingshausen. Das Antarctic Names Committee of Australia übertrug diese Benennung ins Englische.